# Nélson Carlos Ferreira
Nélson Carlos Ferreira Júnior (né le 1er janvier 1973 à Barbosa Ferraz, Paraná) est un athlète brésilien, spécialiste du saut en longueur.
Il participe aux Jeux olympiques de 1996 et à ceux de 2000 ainsi qu'à trois Championnats du monde. Il est finaliste lors de ceux de 1997 à Athènes.
Son meilleur saut est de 8,36 m, obtenu à Medellín le 10 mai 1996.